# Celina grossula
Celina grossula är en skalbaggsart som beskrevs av Leconte 1863. Celina grossula ingår i släktet Celina och familjen dykare. Inga underarter finns listade i Catalogue of Life.